# Macroscelides
Macroscelides és un gènere de musaranyes elefant que viuen a l'oest de Namíbia i Sud-àfrica. Pertanyen al grup dels afroteris.
Se'n coneixen tres espècies:
- Macroscelides flavicaudatus
- Macroscelides micus, que només viu a les planes de grava de la formació d'Etendeka, al nord-oest de Namíbia.[3]
- Musaranya elefant d'orelles curtes (Macroscelides proboscideus)